# Nguyễn Thị Thúy
Nguyễn Thị Thúy (Hanoi, 23 augustus 1990) is een Vietnamese gewichtheffer. Ze kwam voor Vietnam uit op de Olympische Zomerspelen 2012 in Londen bij het gewichtheffen.
Bij de Olympische Spelen in Londen behaalde Nguyễn een score van 85 kg bij het trekken en 110 kg bij het stoten. Met een totaal van 195 eindigde Nguyễn op een achtste positie in de klasse tot 53 kg.
- Virtual International Authority File: 797152636069820050824
- WorldCat: E39PBJm4WcyJPBWjDYPcCQfTHC